# Fantasmagorie
De fantasmagorie is een doorontwikkeling op de toverlantaarn die werd uitgevonden op het einde van de 18e eeuw. Het apparaat projecteerde beelden op muren, rook of halfdoorzichtige schermen en was veelal mobiel; met meerdere projectors konden beelden snel gewisseld worden.
Het woord is afkomstig van het Grieks: fantasma betekent schim, spook en ageôru betekent 'Ik spreek'. Het doel van vele voorstellingen van de fantasmagorie was dan ook de aanwezigen angst aan te jagen door het afbeelden van skeletten, spoken en geesten of hen zogenaamd te laten communiceren met overleden vrienden of familieleden.
Een van de beroemdste uitbaters van de fantasmagorie was de Belg Étienne-Gaspard Robert (1763-1837).

## Het verloop van een voorstelling
Bij een typische voorstelling betraden de toeschouwers de zaal waarna het licht werd gedoofd. Vervolgens verscheen er een kleine figuur die alsmaar groter werd en zo op de mensen scheen toe te komen.